# Gran Premio motociclistico delle Americhe 2018
Il Gran Premio motociclistico delle Americhe 2018 si è svolto il 22 aprile presso il circuito delle Americhe ed è stato la terza prova del motomondiale 2018. La sesta edizione della storia di questo GP ha visto la vittoria di: Jorge Martín in Moto3, Francesco Bagnaia in Moto2 e Marc Márquez in MotoGP.

## MotoGP
Nelle prove ufficiali il miglior tempo è stato ottenuto da Marc Márquez che avrebbe dovuto quindi partire in pole position ma che è stato penalizzato di 3 posizioni per aver ostacolato un altro pilota durante le prove stesse, partendo quindi dalla quarta casella della griglia. La stessa penalità è stata comminata anche a Pol Espargaró passato dalla dodicesima alla quindicesima posizione di partenza.
Poco dopo la partenza Márquez ha preso la testa della gara e non l'ha lasciata sino al termine della stessa, precedendo all'arrivo il connazionale Maverick Viñales e l'italiano Andrea Iannone. Si è trattato del suo sesto successo consecutivo in MotoGP in questo gran premio.
La classifica provvisoria del campionato vede al comando Andrea Dovizioso seguito a 1 punto da Márquez e a 5 da Viñales.

### Arrivati al traguardo
| Pos. | Nº | Pilota            | Squadra                     | Motocicletta       | Giri | Tempo     | Griglia | Punti |
| ---- | -- | ----------------- | --------------------------- | ------------------ | ---- | --------- | ------- | ----- |
| 1º   | 93 | Marc Márquez      | Repsol Honda                | Honda RC213V       | 20   | 41'52.002 | 4º      | 25    |
| 2º   | 25 | Maverick Viñales  | Movistar Yamaha             | Yamaha YZR-M1      | 20   | +3,56     | 1º      | 20    |
| 3º   | 29 | Andrea Iannone    | Suzuki Ecstar               | Suzuki GSX-RR      | 20   | +6,704    | 2º      | 16    |
| 4º   | 46 | Valentino Rossi   | Movistar Yamaha             | Yamaha YZR-M1      | 20   | +9,587    | 5º      | 13    |
| 5º   | 4  | Andrea Dovizioso  | Ducati Team                 | Ducati Desmosedici | 20   | +13,57    | 8º      | 11    |
| 6º   | 5  | Johann Zarco      | Monster Yamaha Tech 3       | Yamaha YZR-M1      | 20   | +14,231   | 3º      | 10    |
| 7º   | 26 | Dani Pedrosa      | Repsol Honda                | Honda RC213V       | 20   | +18,201   | 9º      | 9     |
| 8º   | 53 | Esteve Rabat      | Reale Avintia Raing         | Ducati Desmosedici | 20   | +28,537   | 13º     | 8     |
| 9º   | 43 | Jack Miller       | Alma Pramac Racing          | Ducati Desmosedici | 20   | +28,671   | 18º     | 7     |
| 10º  | 41 | Aleix Espargaró   | Aprilia Racing Team Gresini | Aprilia RS-GP      | 20   | +28,875   | 19º     | 6     |
| 11º  | 99 | Jorge Lorenzo     | Ducati Team                 | Ducati Desmosedici | 20   | +31,355   | 6º      | 5     |
| 12º  | 9  | Danilo Petrucci   | Alma Pramac Racing          | Ducati Desmosedici | 20   | +34,993   | 10º     | 4     |
| 13º  | 44 | Pol Espargaró     | Red Bull KTM Factory Racing | KTM RC16           | 20   | +37,264   | 15º     | 3     |
| 14º  | 30 | Takaaki Nakagami  | LCR Honda Idemitsu          | Honda RC213V       | 20   | +39,335   | 12º     | 2     |
| 15º  | 19 | Álvaro Bautista   | Ángel Nieto Team            | Ducati Desmosedici | 20   | +40,887   | 21º     | 1     |
| 16º  | 38 | Bradley Smith     | Red Bull KTM Factory Racing | KTM RC16           | 20   | +48,475   | 14º     |       |
| 17º  | 45 | Scott Redding     | Aprilia Racing Team Gresini | Aprilia RS-GP      | 20   | +49,995   | 22º     |       |
| 18º  | 12 | Thomas Lüthi      | EG 0,0 Marc VDS             | Honda RC213V       | 20   | +51,115   | 20º     |       |
| 19º  | 35 | Cal Crutchlow     | LCR Honda Castrol           | Honda RC213V       | 20   | +59,055   | 7º      |       |
| 20º  | 10 | Xavier Siméon     | Reale Avintia Raing         | Ducati Desmosedici | 20   | +59,747   | 24º     |       |
| 21º  | 21 | Franco Morbidelli | EG 0,0 Marc VDS             | Honda RC213V       | 20   | +1'00.513 | 17º     |       |

### Ritirati
| Nº | Pilota         | Squadra               | Motocicletta       | Giri | Griglia |
| -- | -------------- | --------------------- | ------------------ | ---- | ------- |
| 42 | Álex Rins      | Suzuki Ecstar         | Suzuki GSX-RR      | 10   | 11º     |
| 55 | Hafizh Syahrin | Monster Yamaha Tech 3 | Yamaha YZR-M1      | 8    | 16º     |
| 17 | Karel Abraham  | Ángel Nieto Team      | Ducati Desmosedici | 8    | 23º     |

## Moto2
Nella classe intermedia secondo successo stagionale, dopo quello del gran premio iniziale, per l'italiano Francesco Bagnaia che precede lo spagnolo Álex Márquez e il portoghese Miguel Oliveira. Anche la classifica del campionato vede in testa Bagnaia che precede Mattia Pasini e Márquez.

### Arrivati al traguardo
| Pos. | Nº | Pilota              | Squadra                        | Motocicletta       | Giri | Tempo     | Griglia | Punti |
| ---- | -- | ------------------- | ------------------------------ | ------------------ | ---- | --------- | ------- | ----- |
| 1º   | 42 | Francesco Bagnaia   | SKY Racing Team VR46           | Kalex              | 18   | 39'30.016 | 4º      | 25    |
| 2º   | 73 | Álex Márquez        | EG 0,0 Marc VDS                | Kalex              | 18   | +2,464    | 1º      | 20    |
| 3º   | 44 | Miguel Oliveira     | Red Bull KTM Ajo               | KTM                | 18   | +3,704    | 12º     | 16    |
| 4º   | 36 | Joan Mir            | EG 0,0 Marc VDS                | Kalex              | 18   | +5,376    | 5º      | 13    |
| 5º   | 27 | Iker Lecuona        | Swiss Innovative Investors     | KTM                | 18   | +6,867    | 13º     | 11    |
| 6º   | 41 | Brad Binder         | Red Bull KTM Ajo               | KTM                | 18   | +6,876    | 16º     | 10    |
| 7º   | 54 | Mattia Pasini       | Italtrans Racing               | Kalex              | 18   | +9,308    | 3º      | 9     |
| 8º   | 9  | Jorge Navarro       | Federal Oil Gresini            | Kalex              | 18   | +10,51    | 19º     | 8     |
| 9º   | 77 | Dominique Aegerter  | Kiefer Racing                  | KTM                | 18   | +10,595   | 11º     | 7     |
| 10º  | 7  | Lorenzo Baldassarri | Pons HP40                      | Kalex              | 18   | +11,497   | 17º     | 6     |
| 11º  | 32 | Isaac Viñales       | SAG Team                       | Kalex              | 18   | +12,339   | 10º     | 5     |
| 12º  | 24 | Simone Corsi        | Tasca Racing                   | Kalex              | 18   | +13,458   | 14º     | 4     |
| 13º  | 10 | Luca Marini         | SKY Racing Team VR46           | Kalex              | 18   | +14,282   | 6º      | 3     |
| 14º  | 5  | Andrea Locatelli    | Italtrans Racing               | Kalex              | 18   | +14,548   | 21º     | 2     |
| 15º  | 20 | Fabio Quartararo    | MB Conveyors - Speed Up Racing | Speed Up           | 18   | +17,169   | 9º      | 1     |
| 16º  | 13 | Romano Fenati       | Marinelli Snipers              | Kalex              | 18   | +20,609   | 15º     |       |
| 17º  | 87 | Remy Gardner        | Tech 3 Racing                  | Tech 3 Mistral 610 | 18   | +20,821   | 18º     |       |
| 18º  | 40 | Héctor Barberá      | Pons HP40                      | Kalex              | 18   | +27,068   | 20º     |       |
| 19º  | 45 | Tetsuta Nagashima   | Idemitsu Honda Team Asia       | Kalex              | 18   | +27,245   | 26º     |       |
| 20º  | 64 | Bo Bendsneyder      | Tech 3 Racing                  | Tech 3 Mistral 610 | 18   | +32,144   | 23º     |       |
| 21º  | 4  | Steven Odendaal     | NTS RW Racing GP               | NTS                | 18   | +38,35    | 29º     |       |
| 22º  | 51 | Eric Granado        | Forward Racing                 | Suter MMX2         | 18   | +38,579   | 24º     |       |
| 23º  | 16 | Joe Roberts         | NTS RW Racing GP               | NTS                | 18   | +44,257   | 27º     |       |
| 24º  | 22 | Sam Lowes           | Swiss Innovative Investors     | KTM                | 18   | +45,289   | 2º      |       |
| 25º  | 89 | Khairul Idham Pawi  | Idemitsu Honda Team Asia       | Kalex              | 18   | +46,966   | 25º     |       |
| 26º  | 95 | Jules Danilo        | Nashi Argan SAG                | Kalex              | 18   | +1'10.364 | 30º     |       |
| 27º  | 63 | Zulfahmi Khairuddin | SIC Racing                     | Kalex              | 18   | +1'27.099 | 31º     |       |
| 28º  | 21 | Federico Fuligni    | Tasca Racing                   | Kalex              | 18   | +1'27.257 | 32º     |       |

### Ritirati
| Nº | Pilota           | Squadra                        | Motocicletta | Giri | Griglia |
| -- | ---------------- | ------------------------------ | ------------ | ---- | ------- |
| 97 | Xavi Vierge      | Dynavolt Intact GP             | Kalex        | 13   | 7º      |
| 62 | Stefano Manzi    | Forward Racing                 | Suter MMX2   | 11   | 28º     |
| 23 | Marcel Schrötter | Dynavolt Intact GP             | Kalex        | 6    | 8º      |
| 52 | Danny Kent       | MB Conveyors - Speed Up Racing | Speed Up     | 3    | 22º     |

## Moto3
Anche la gara della Moto3 ha avuto un vincitore quasi incontrastato, lo spagnolo Jorge Martín, che ottiene la seconda vittoria stagionale dopo quella in Qatar e che ha preceduto gli italiani Enea Bastianini e Marco Bezzecchi. Nel campionato la classifica vede ai primi tre posti Martín, Arón Canet e Bezzecchi.

### Arrivati al traguardo
| Pos. | Nº | Pilota                 | Squadra                    | Motocicletta  | Giri | Tempo     | Griglia | Punti |
| ---- | -- | ---------------------- | -------------------------- | ------------- | ---- | --------- | ------- | ----- |
| 1º   | 88 | Jorge Martín           | Del Conca Gresini          | Honda NSF250R | 17   | 39'12.869 | 1º      | 25    |
| 2º   | 33 | Enea Bastianini        | Leopard Racing             | Honda NSF250R | 17   | +1,451    | 6º      | 20    |
| 3º   | 12 | Marco Bezzecchi        | Redox PrüstelGP            | KTM RC 250 GP | 17   | +4,112    | 9º      | 16    |
| 4º   | 16 | Andrea Migno           | Ángel Nieto Team           | KTM RC 250 GP | 17   | +4,172    | 16º     | 13    |
| 5º   | 21 | Fabio Di Giannantonio  | Del Conca Gresini          | Honda NSF250R | 17   | +4,186    | 5º      | 11    |
| 6º   | 65 | Philipp Öttl           | Südmetall Schedl GP Racing | KTM RC 250 GP | 17   | +4,374    | 11º     | 10    |
| 7º   | 84 | Jakub Kornfeil         | Redox PrüstelGP            | KTM RC 250 GP | 17   | +5,452    | 21º     | 9     |
| 8º   | 44 | Arón Canet             | Estrella Galicia 0,0       | Honda NSF250R | 17   | +7,971    | 2º      | 8     |
| 9º   | 24 | Tatsuki Suzuki         | SIC58 Squadra Corse        | Honda NSF250R | 17   | +8,287    | 4º      | 7     |
| 10º  | 11 | Livio Loi              | Reale Avintia Academy      | KTM RC 250 GP | 17   | +8,711    | 26º     | 6     |
| 11º  | 71 | Ayumu Sasaki           | Petronas Sprinta Racing    | Honda NSF250R | 17   | +10,909   | 8º      | 5     |
| 12º  | 19 | Gabriel Rodrigo        | RBA BOE Skull Rider        | KTM RC 250 GP | 17   | +13,745   | 12º     | 4     |
| 13º  | 40 | Darryn Binder          | Red Bull KTM Ajo           | KTM RC 250 GP | 17   | +14,532   | 15º     | 3     |
| 14º  | 17 | John McPhee            | CIP - Green Power          | KTM RC 250 GP | 17   | +16,071   | 3º      | 2     |
| 15º  | 75 | Albert Arenas          | Ángel Nieto Team           | KTM RC 250 GP | 17   | +16,181   | 24º     | 1     |
| 16º  | 10 | Dennis Foggia          | SKY Racing Team VR46       | KTM RC 250 GP | 17   | +19,895   | 7º      |       |
| 17º  | 72 | Alonso López           | Estrella Galicia 0,0       | Honda NSF250R | 17   | +23,516   | 22º     |       |
| 18º  | 48 | Lorenzo Dalla Porta    | Leopard Racing             | Honda NSF250R | 17   | +23,757   | 17º     |       |
| 19º  | 76 | Makar Yurchenko        | CIP - Green Power          | KTM RC 250 GP | 17   | +25,424   | 18º     |       |
| 20º  | 14 | Tony Arbolino          | Marinelli Snipers          | Honda NSF250R | 17   | +25,439   | 20º     |       |
| 21º  | 5  | Jaume Masiá            | Bester Capital Dubai       | KTM RC 250 GP | 17   | +33,897   | 10º     |       |
| 22º  | 22 | Kazuki Masaki          | RBA BOE Skull Rider        | KTM RC 250 GP | 17   | +38,352   | 27º     |       |
| 23º  | 41 | Nakarin Atiratphuvapat | Honda Team Asia            | Honda NSF250R | 17   | +38,362   | 13º     |       |
| 24º  | 23 | Niccolò Antonelli      | SIC58 Squadra Corse        | Honda NSF250R | 17   | +59,078   | 19º     |       |

### Ritirati
| Nº | Pilota         | Squadra                 | Motocicletta  | Giri | Griglia |
| -- | -------------- | ----------------------- | ------------- | ---- | ------- |
| 42 | Marcos Ramírez | Bester Capital Dubai    | KTM RC 250 GP | 12   | 14º     |
| 8  | Nicolò Bulega  | SKY Racing Team VR46    | KTM RC 250 GP | 5    | 23º     |
| 7  | Adam Norrodin  | Petronas Sprinta Racing | Honda NSF250R | 2    | 25º     |
| 27 | Kaito Toba     | Honda Team Asia         | Honda NSF250R | 1    | 28º     |